# Vătămare corporală
Vătămarea corporală (sau lovirea) este o infracțiune care implică un contact fizic ilegal, diferită de atac, care este acțiunea de a crea o teamă rezonabilă sau temerea unui astfel de contact.
Vătămarea corporală este o infracțiune specifică de drept comun, deși termenul este utilizat mai general pentru a se referi la orice contact fizic ofensator ilegal cu o altă persoană. Vătămarea corporală (battery) este definită de dreptul comun american drept „orice atingere ilegală și/sau nedorită a persoanei altei persoane de către agresor sau de către o substanță pusă în mișcare de acesta”. În cazurile mai grave, și pentru toate tipurile în unele jurisdicții, aceasta este definită în principal prin formularea legală. Evaluarea gravității unei vătămări corporale este determinată de legislația locală.

## În general
Normele specifice referitoare la vătămarea corporală variază de la o jurisdicție la alta, însă unele elemente rămân constante în toate jurisdicțiile. În general, vătămarea corporală presupune că:
1. victima este supusă unei atingeri sau unui contact ofensator, instigat de actor; și
2. actorul intenționează sau știe că acțiunea sa va provoca atingerea ofensatoare.

În conformitate cu Codul Penal Model⁠(d) din SUA și în unele jurisdicții, există violență atunci când actorul acționează cu imprudență, fără intenția specifică de a provoca un contact ofensator. Vătămarea corporală este clasificată de obicei ca fiind simplă sau agravată. Deși vătămarea corporală apare de obicei în contextul altercațiilor fizice, aceasta poate apărea și în alte circumstanțe, cum ar fi în cazurile medicale în care un medic efectuează o procedură medicală fără consimțământ.

## Țări specifice

### Canada
Vătămarea corporală nu este definită în Codul penal canadian⁠(d). În schimb, Codul prevede o infracțiune de agresiune și atac care provoacă vătămare corporală.

### Anglia și Țara Galilor
Vătămarea corporală este o infracțiune de drept comun în Anglia și Țara Galilor.
La fel ca majoritatea infracțiunilor din Regatul Unit, aceasta are două elemente:
- Actus reus⁠(d): Acuzatul a atins sau a aplicat forță victimei în mod ilegal
- Mens rea⁠(d): Inculpatul a avut intenție sau nepăsare în ceea ce privește atingerea sau aplicarea ilegală a forței

Această infracțiune este o infracțiune împotriva autonomiei, infracțiunile mai violente precum ABH⁠(d) și GBH⁠(d) fiind infracțiuni prevăzute de lege în temeiul Offences against the Person Act 1861⁠(d).
Ca atare, chiar și cea mai mică atingere poate constitui o aplicare ilegală a forței. Cu toate acestea, se presupune că întâlnirile de zi cu zi (cum ar fi contactul cu alte persoane în mijloacele de transport în comun) sunt consimțite și nu sunt pedepsite.
Multe confuzii pot apărea între termenii „atac” și „vătămare”. În uzul cotidian, termenul atac poate fi folosit pentru a descrie un atac fizic, care este într-adevăr o vătămare corporală. Un atac înseamnă a determina pe cineva să aprecieze că va fi victima unei vătămări. Această problemă este atât de răspândită încât infracțiunea de agresiune sexuală ar fi mai bine etichetată drept o agresiune sexuală. Această confuzie provine din faptul că atât atacul, cât și vătămarea pot fi denumite agresiune comună. În practică, dacă este acuzat de o astfel de infracțiune, formularea va fi „atac prin bătaie”, dar aceasta înseamnă același lucru ca „lovire”.
Nu există o infracțiune distinctă de vătămare sau alte violențe legate de violența domestică; cu toate acestea, introducerea infracțiunii de „control sau comportament coercitiv într-o relație intimă sau de familie” în secțiunea 76 din Legea privind infracțiunile grave din 2015 a dat naștere la noi orientări privind condamnarea care iau în considerare factori agravanți semnificativi, cum ar fi abuzul de încredere, rezultând în sentințe potențial mai lungi pentru acte de violență în contextul violenței domestice.

#### Dacă este o infracțiune prevăzută de lege
În DPP v Taylor, DPP v Little, s-a considerat că lovirea sau alte violențe constituie o infracțiune prevăzută de lege, contrar articolului 39 din Legea din 1988 privind justiția penală. Această decizie a fost criticată în Haystead v DPP în care instanța divizionară a exprimat opinia Obiter⁠(d) că agresiunea rămâne o infracțiune de drept comun.
Prin urmare, în timp ce ar putea fi un punct de vedere mai bun că vătămarea și atacul au sancțiuni legale, mai degrabă decât să fie infracțiuni legale, este încă cazul ca până la revizuirea de către o instanță superioară, DPP v Little este autoritatea preferată.

#### Modul de judecată și sentința
În Anglia și Țara Galilor, vătămarea corporală este o infracțiune sumară în temeiul secțiunii 39 din Legea din 1988 privind justiția penală. Cu toate acestea, în temeiul secțiunii 40, aceasta poate fi judecată prin rechizitoriu în cazul în care este inculpată și o altă infracțiune incriminabilă care se întemeiază pe aceleași fapte sau împreună cu care face parte dintr-o serie de infracțiuni de natură similară. În cazul în care este judecată pe baza unei acuzații, un Crown Court⁠(d) nu are puteri de condamnare mai mari decât o instanță a magistraților, cu excepția cazului în care agresiunea în sine constituie vătămare corporală efectivă sau mai mare.
Se pedepsește cu închisoare pe o perioadă de cel mult șase luni sau cu o amendă care nu depășește nivelul 5 pe scala standard, sau ambele.

#### Apărări
Există numeroase mijloace de apărare la o acuzație de atac, și anume
- Intoxicația datorată drogurilor/alcoolului - voluntară sau involuntară (nu se aplică infracțiunilor care pot fi comise din imprudență, cu intenție sau din neglijență, de exemplu atac/vătămare)
- Defensarea propriei persoane sau a altora sau a altora
- Prevenirea infracțiunilor⁠(d)
- Greșeală
- Constrângere
- Necesitate
- Nebunie⁠(d)
- Automatism
- Provocare
- Alibi
- Răspundere diminuată
- Consimțământ (nu se aplică în cazul în care agresiunea/bateria are ca rezultat ABH sau mai mare)
- Ordine superioare
- Castrare rezonabilă a unui copil
- Procedură medicală
- Activități sportive
- Arestare de către Polițist
- Arestarea de către cetățean

Pentru provocare, a se vedea Tuberville v Savage⁠(d).

### Rusia
În Rusia există o infracțiune care ar putea fi descrisă (vag) ca vătămare. Articolul 116 din Codul penal rus prevede că lovirea sau acțiuni violente similare care provoacă durere constituie infracțiune.

### Scoția
Nu există o infracțiune distinctă de vătămare sau alte violențe în Scoția. Infracțiunea de atac include acte care ar putea fi descrise ca vătămare.

### Statele Unite
În Statele Unite, vătămare penală, sau vătămare simplă, este utilizarea forței împotriva altei persoane, având ca rezultat un contact dăunător sau ofensator, inclusiv contact sexual. În dreptul comun, vătămarea corporală simplă este o contravenție. Procurorul trebuie să dovedească toate cele trei elemente dincolo de orice îndoială rezonabilă:
1. o aplicare ilegală a forței
2. asupra persoanei altuia
3. având ca rezultat fie vătămarea corporală, fie atingerea ofensatoare.

Elementele de drept comun servesc drept model de bază, dar jurisdicțiile individuale le pot modifica și pot varia ușor de la un stat la altul.
Conform sistemelor legale moderne, vătămarea corporală este adesea împărțită în grade care determină severitatea pedepsei. De exemplu:
- Vătămare simplă poate include orice formă de contact dăunător sau insultător neconsensual, indiferent de prejudiciul cauzat. Infracțiunea de vătămare corporală presupune intenția de a provoca un prejudiciu altei persoane.
- Vătămarea sexuală poate fi definită ca atingerea fără consimțământ a părților intime ale altei persoane. Cel puțin în Florida, „vătămarea sexuală înseamnă penetrarea orală, anală sau vaginală prin, sau unirea cu, organul sexual al altei persoane sau penetrarea anală sau vaginală a altei persoane prin orice alt obiect”: A se vedea secțiunea 794.011.[9]
- Vătămarea prin violență în familie poate fi limitată în domeniul său de aplicare între persoane aflate într-un anumit grad de rudenie: statutele pentru această infracțiune au fost adoptate ca răspuns la creșterea gradului de conștientizare a problemei violenței în familie.
- Vătămare corporală gravă este considerată în general o infracțiune gravă de gradul crimei. Acuzațiile de vătămare corporală agravată pot apărea atunci când o vătămare cauzează vătămări corporale grave sau desfigurare permanentă. Ca succesor al infracțiunii de drept comun de desfigurare⁠(d), aceasta este uneori inclusă în definiția atacului. În Florida, agresiunea agravată constă în provocarea intenționată de vătămări corporale grave și este o infracțiune de gradul doi,[10] în timp ce vătămarea care „neintenționat” cauzează vătămări corporale grave este considerată o infracțiune de gradul trei.[11]

#### Kansas
În statul Kansas, vătămarea este definită după cum urmează:
Vătămare.
(a) Vătămarea este:
(1) provocarea cu bună știință sau din imprudență de vătămări corporale unei alte persoane; sau
(2) provocarea, cu bună știință, a unui contact fizic cu o altă persoană, atunci când acest lucru este făcut într-un mod nepoliticos, insultător sau furios.

#### Louisiana
Legea privind agresiunea în Louisiana prevede:
§ 33.  Definiția vătămării:
Vătămarea este folosirea intenționată a forței sau a violenței asupra persoanei altei persoane; sau administrarea intenționată a unei otrăviri sau a altui lichid sau substanță nocivă altei persoane.

## Diferențe jurisdicționale
În unele jurisdicții, vătămarea corporală a fost construită recent pentru a include direcționarea secrețiilor corporale (de exemplu, scuipatul) către o altă persoană fără permisiunea acesteia. Unele dintre aceste jurisdicții ridică automat o astfel de vătămare acuzația de vătămare agravată. În unele jurisdicții, acuzația de vătămare corporală penală necesită, de asemenea, dovada unei stări psihice (Mens rea⁠(d)). Terminologia utilizată pentru a se referi la o anumită infracțiune poate varia, de asemenea, în funcție de jurisdicție. Unele jurisdicții, cum ar fi în New York, se referă la ceea ce, în conformitate cu dreptul comun, ar fi fost o violență ca vătămare, iar apoi folosesc un alt termen pentru infracțiunea care ar fi fost atac, cum ar fi amenințarea.

## Distincția dintre vătămare și atac
Un comportament exterior⁠(d) tipic al unui atac este Persoana A care urmărește Persoana B și trimite un pumn spre capul acesteia. În cazul unei vătămări, persoana A o lovește pe persoana B.
Vătămarea necesită:
- un act voluntar, care
- duce la un contact dăunător sau ofensator cu o altă persoană și
- este comis cu scopul de a provoca un contact dăunător sau ofensator sau în circumstanțe care fac ca un astfel de contact să se producă în mod substanțial sigur sau cu o neglijență delăsătoare cu privire la faptul că un astfel de contact va avea loc.

Agresiunea, atunci când își are rădăcinile în legislația engleză, este o tentativă de lovire sau acțiunea de a pune în mod intenționat o persoană în situația de a se teme de un contact dăunător sau ofensator cu persoana sa.  În alte părți, aceasta este adesea formulată în mod similar ca amenințarea cu violența asupra unei persoane, în timp ce atacul agravat este amenințarea cu capacitatea și dorința clară și prezentă de a o pune în aplicare.  Violența agravată este, de obicei, atingerea ofensatoare fără un instrument sau o armă, cu încercarea de a răni sau de a imobiliza.